# المحلة (إب)

تعديل مصدري - تعديل

المحلة محلة تابعة لقرية الضحيكة، التابعة لعزلة بلادشار بمديرية إب إحدى مديريات محافظة إب في الجمهورية اليمنية.، بلغ تعداد سكانها 150 حسب تعداد اليمن لعام 2004.